# Iblís
Iblís (také Eblis nebo Ibris) je postava v Koránu v příběhu stvoření člověka. Iblís se odmítl poklonit Adamovi a byl svržen z nebes. V klasickém Islámu byl považován za anděla, ale v moderní době je považován za džina. Vzhledem k pádu z nebes je srovnáván se Satanem v křesťanství. V islámské tradici je Iblís ztotožňován se Šajtanem (Šejtanem) často s epitetem al-rajim (prokletý).